# Locomotiva FS 666
Le locomotive Gruppo 666 sono state un particolare gruppo di locomotive a vapore con tender, di fabbricazione americana a vapore saturo, a doppia espansione e con motore a 4 cilindri, delle Ferrovie dello Stato per servizi viaggiatori veloci.

## Storia
Il gruppo di 10 locomotive venne ordinato poco dopo la costituzione delle FS e acquistato in conseguenza del fatto che occorreva sopperire con urgenza alla carenza di locomotive veloci e potenti per treni viaggiatori. Le FS infatti avevano ereditato dalle cessate società private un gran numero di locomotive ma in gran parte obsolete e in cattive condizioni. Venne scelto un modello di locomotiva proposto dalla prestigiosa fabbrica Baldwin di Filadelfia; le Ferrovie dello Stato ne ordinarono 10 unità che vennero consegnate nel 1907; negli stessi anni vennero ordinate alla stessa fabbrica anche 10 locomotive per servizio merci che andarono a costituire il Gruppo 720. Le macchine sviluppavano una potenza notevole, 940 CV e potevano raggiungere la velocità di 110 km/h, superiore a quella massima raggiungibile sulla maggior parte delle linee italiane del tempo.

## Caratteristiche tecniche
La locomotiva era di classica scuola americana, a vapore saturo e a doppia espansione, con alimentazione del forno a carbone e una buona superficie di griglia, 3,07 m2; la caldaia era tarata a 14 bar mentre il motore era a due stadi di pressione, con 2 cilindri ad alta pressione e 2 a bassa pressione. Il rodiggio era il 2-3-0 con carrello a due assi di guida anteriore e 3 assi motori accoppiati di grande diametro, 1,85 m, adatti a raggiungere velocità elevate; il tender era a carrelli con 20 m³ di acqua e 6 t di carbone. La massa per asse era contenuta in 16 t, e ciò le rendeva adatte alle linee principali.
Erano locomotive dotate di freno ad aria compressa automatico e moderabile e condotta per il riscaldamento a vapore delle carrozze viaggiatori.